# Elecciones presidenciales de Santo Tomé y Príncipe de 2001
Las elecciones presidenciales de Santo Tomé y Príncipe se llevaron a cabo el 29 de julio de 2001 para escoger al sucesor de Miguel Trovoada, constitucionalmente impedido para presentarse a la reelección por el límite de dos mandatos impuesto en 1990. Fradique de Menezes, candidato de Acción Democrática Independiente (partido de Trovoada), triunfó en primera vuelta con el 55% de los votos, superando al expresidente Manuel Pinto da Costa, del Movimiento para la Liberación de Santo Tomé y Príncipe / Partido Social Demócrata, derrotado por segunda vez ante un candidato del ADI.
De Menezes fue juramentado como el tercer presidente de Santo Tomé y Príncipe el 3 de septiembre de 2001. La participación electoral fue del 70.7%.

## Resultados
| Candidato                          | Partido                                                                           | Votos  | %     |
| ---------------------------------- | --------------------------------------------------------------------------------- | ------ | ----- |
| Fradique de Menezes                | Acción Democrática Independiente                                                  | 25.896 | 55.18 |
| Manuel Pinto da Costa              | Movimiento para la Liberación de Santo Tomé y Príncipe / Partido Social Demócrata | 18.762 | 39.98 |
| Carlos Tiny                        | Independiente                                                                     | 1.532  | 3.26  |
| Victor Monteiro                    | Independiente                                                                     | 410    | 0.87  |
| Francisco Fortunato Pires          | Independiente                                                                     | 332    | 0.71  |
| Votos en blanco/anulados           | Votos en blanco/anulados                                                          | 703    | -     |
| Total                              | Total                                                                             | 47.635 | 100   |
| Votantes registrados/participación | Votantes registrados/participación                                                | 67.374 | 70.7  |
| Fuente: Nohlen et al.              |                                                                                   |        |       |